# Рахаль, Башар
Башар Рахаль (англ. Bashar Rahal, араб. بشار رحال‎) — американский актёр и продюсер болгарского и ливанского происхождения.

## Биография и карьера
Башар Рахаль родился 20 октября 1974 года в Дубае, ОАЭ. Его отец родом из Ливана, а мать из Болгарии. Когда Башару было 6 лет, он с семьёй переехал в Софию.
В 12 лет снимался на телевидении, а в 13 стал членом профессиональной театральной группы "Tears and Laughs", вместе с которой участвовал в 15 выступлениях. Также он посещал кинофестивали: в Авиньоне, Франция, и в Туне, Швейцария. В 1989 дебютировал на большом экране, в кинофильме «Иван и Александра».
В 1993 был принят в Национальную академию театрального и киноискусства (профессор Стефан Данаилов), получил степень магистра изобразительных искусств.
В 1999 иммигрировал в США, где продолжил сниматься в кино и сериалах. Посещал Институт театра и кино Ли Страсберга.
Наиболее известен по ролям второго плана в фильмах «Турнир на выживание», «Полон любви», «Конан-варвар» «Гринго» и «Неоспоримый 4». В силу арабской внешности актёра ему нередко достаются роли террористов в боевиках.
В 2017 году Башар участвует в телепрограмме «Като две капки вода», болгарской версии телешоу «Один в один».

## Личная жизнь
В конце 90-х актёр познакомился со своей будущей женой Калиной. Свадьба прошла в 2002 в Ла-Холье, штат Калифорния. 18 мая того же года у них родилась дочь Хлоя. 19 июня 2009 у пары родилась вторая дочь, Индия.

## Фильмография
| Год  |    | Русское название           | Оригинальное название               | Роль                |
| ---- | -- | -------------------------- | ----------------------------------- | ------------------- |
| 1989 | ф  | Иван и Александра          | 1952: Ivan i Aleksandra             | Цветан              |
| 1998 | ф  | Дунайский мост             | Dunav most                          | молдован            |
| 1999 | ф  | Битва драконов             | Bridge of Dragons                   | Роберт              |
| 1999 | ф  | Операция отряда Дельта 4   | Operation Delta Force 4: Deep Fault | Дмитрий Минков      |
| 2002 | в  | Акулы 3: Мегалодон         | Shark Attack 3: Megalodon           | Луис Райз           |
| 2003 | в  | Поезд со смертью           | Death Train                         | Лопез               |
| 2005 | ф  | Одиночная цель             | Target of Opportunity               | Иван                |
| 2006 | тф | Василиск: Царь змей        | Basilisk: The Serpent King          | лидер бедуинов      |
| 2008 | ф  | Игра по-крупному           | War, Inc.                           | парень #1           |
| 2009 | с  | Меня зовут Эрл             | My Name Is Earl                     | араб                |
| 2009 | ф  | Прямой контакт             | Direct Contact                      | генерал Драго       |
| 2009 | ф  | Турнир на выживание        | The Tournament                      | Аса Сади            |
| 2009 | ф  | Белая мгла                 | Whiteout                            | русский пилот       |
| 2010 | с  | 24 часа                    | 24                                  | генерал Васим       |
| 2011 | ф  | Конан-варвар               | Conan the Barbarian                 | квартирмейстер      |
| 2012 | ф  | Гринго                     | El Gringo                           | офицер Салливан     |
| 2014 | ф  | Геракл: Начало легенды     | The Legend of Hercules              | командир батальона  |
| 2014 | ф  | Во имя короля 3            | In the Name of the King 3           | Ульрих              |
| 2014 | ф  | Страховщик                 | Autómata                            | доктор              |
| 2015 | ф  | Женщина моей жизни         | The Woman of My Life                | рассказчик          |
| 2017 | ф  | Неоспоримый 4              | Boyka: Undisputed                   | скаут #2            |
| 2017 | ф  | Охранник                   | Security                            | фальшивый маршал #1 |
| 2018 | ф  | День мертвецов: Злая кровь | Day of the Dead: Bloodline          | Дэниелс             |
|      | ф  | Полон любви                | Full Love                           | Хэнли               |